# Bisdom Conversano-Monopoli
Het bisdom Conversano-Monopoli (Latijn: Dioecesis Conversanensis-Monopolitana, Italiaans: Diocesi di Diocesi di Conversano-Monopoli) is een in Italië gelegen rooms-katholiek bisdom met zetel in Conversano. Het bisdom behoort tot de kerkprovincie Bari-Bitonto, en is, samen met het aartsbisdom Trani-Barletta-Bisceglie en de bisdommen Altamura-Gravina-Acquaviva delle Fonti, Andria en Molfetta-Ruvo-Giovinazzo-Terlizzi suffragaan aan het aartsbisdom Bari-Bitonto.

## Geschiedenis
Het bisdom Conversano is ontstaan in de 5e eeuw en het bisdom Monopoli in de 6e eeuw. Op 30 september 1986 werd deze twee samengevoegd tot het huidige bisdom Conversano-Monopoli.

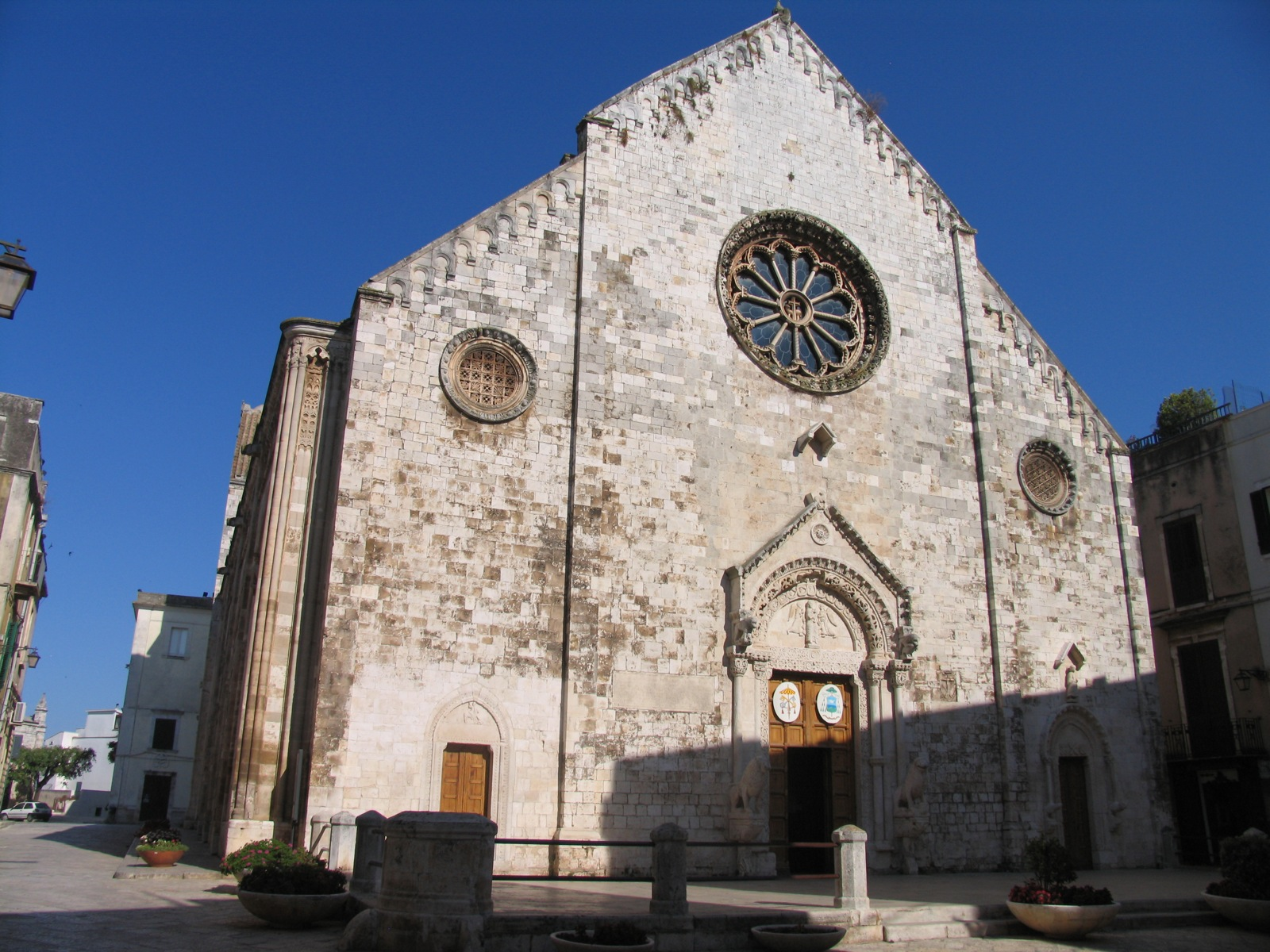
Kathedraal van Conversano
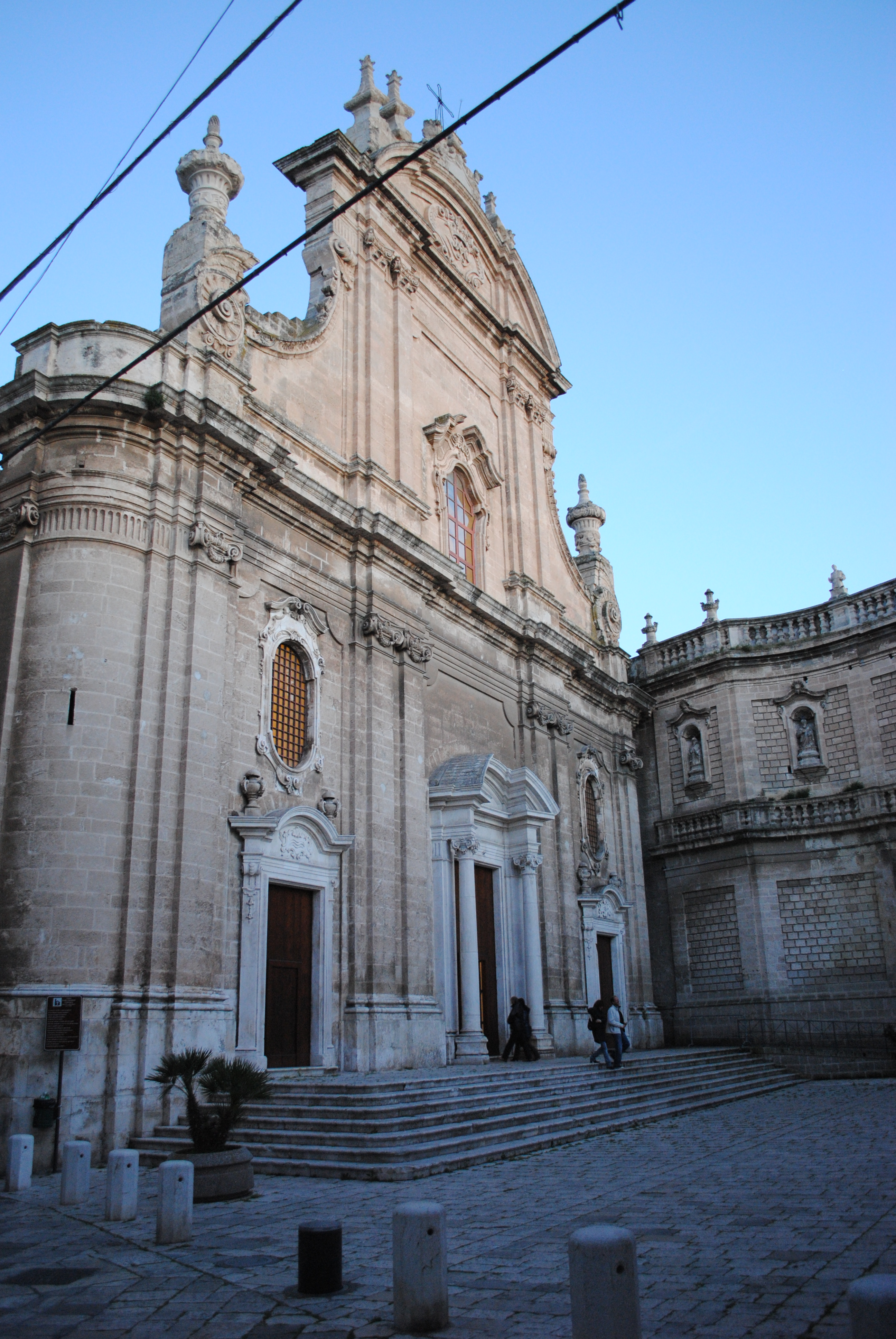
Cokathedraal van Monopoli